# KZ-Außenlager Golleschau
Das KZ-Außenlager Golleschau in Goleszów (dt. Golleschau) lag etwa 60 km südwestlich von Oświęcim (dt. Auschwitz) und war KZ-Außenlager. Es wurde ab 15. Juli 1942 als erstes ständiges Nebenlager des KZ Auschwitz I ausgebaut. Eine am Ort vorgefundene Zementfabrik wurde als SS-Betrieb übernommen, und Golleschauer Portland-Zementfabrik A.G. genannt.

## Lager

### Entstehung
Ein Kommando von zehn Häftlingen des Stammlagers teilte im Juli 1942 Räume im zweistöckigen Betriebsgebäude ab, vergitterte Fenster und errichtete einen elektrisch geladenen Stacheldrahtzaun. Erst 1944 wurden Wachtürme gebaut.
Die Wachmannschaft bestand aus vierzig bis sechzig SS-Männern; zeitweilig wurden zur Verstärkung Wehrmachtsoldaten und bewaffneter Werkschutz herangezogen. Als Lagerführer werden aufgeführt SS-Oberscharführer Erich Picklapp, SS-Oberscharführer Johann Mirbeth und SS-Unterscharführer Horst Czerwinski.

### Häftlinge
Im Jahr 1943 waren rund 450 Häftlinge im Arbeitseinsatz. Im Oktober 1944 wurde mit 1059 Inhaftierten – darunter 1008 Juden meist aus Ungarn – die höchste Belegungszahl erreicht.
Die meisten Häftlinge arbeiteten im Schichtbetrieb von vier bis zwölf Uhr oder von zwölf bis neunzehn Uhr in vier nahe gelegenen Steinbrüchen. Andere waren im Zementwerk beschäftigt, beim Strecken- und Gleisbau und in der Packerei; nur sieben Prozent wurde als Facharbeiter eingesetzt. Im Krankenbau starben allein bis zum März 1943 mehr als 80 Häftlinge. Die Leichen wurden in den Krematorien von Auschwitz verbrannt. Mindestens zehn Häftlinge wurden „auf der Flucht erschossen“.

### Lagerräumung
Die Auflösung des Lagers fand in vier Etappen statt und begann am 4. Dezember 1944 damit, dass 15 polnische Häftlinge über das KZ Auschwitz-Birkenau nach Mauthausen geschafft wurden. Am 18. und 19. Januar 1945 begannen für 900 Häftlinge Todesmärsche, des KZ Golleschau auf einem Todesmarsch nach Loslau verbracht und von dort größtenteils in das Sachsenhausen und Flossenbürg endeten. Einhundert ungarische Juden wurden am 21. Februar 1945 in zwei Waggons verfrachtet und landeten vier Tage später nach einer Irrfahrt im KZ-Außenlager Brünnlitz, einem Außenlager des KZ Groß-Rosen. Dort versorgte Emilie Schindler die 81 Überlebenden des Transports, die danach auf ihre endgültige Befreiung warteten.
Die 37 transportunfähig eingestuften Kranken waren überzeugt, dass die Wachmänner sie erschießen würden, wenn die letzten Häftlinge abmarschiert wären. Sie wurden jedoch im Lager zurückgelassen und wenige Tage später von der sowjetischen Armee befreit.

## Nachkriegszeit

### Juristische Auseinandersetzung
Wegen Tötung und Misshandlung (teilweise mit Todesfolge) vieler jüdischer Häftlinge verhandelte u. a. das Landgericht Bremen gegen Golleschauer „Haftstättenpersonal“. Im November 1953 wurden folgende Personen schuldig gesprochen: Helmrich Heilmann (6 Jahre Haftstrafe), Joseph Kierspel (lebenslänglich) und Johann Mirbeth (6 Jahre). Die Taten geschahen nicht nur in Golleschau, sondern auch im KZ-Außenlager Obertraubling und während der Evakuierung beider Konzentrationslager.

### Gedenken
Seit 1969 gibt es eine Gedenktafel am Orte des Lagers. Im Kulturhaus von Goleszów besteht eine Dauerausstellung. Die Anlage eines Lehrpfades über die Steinbrüche und das Lagergelände war im Jahre 2006 „in Planung“.

## Medien